# Švédské hokejové hry 1995
Švédské hokejové hry se konaly od 9. do 12. února 1995 v Stockholmu. Zúčastnila se čtyři reprezentační mužstva, která se utkala jednokolovým systémem každý s každým.

## Výsledky a tabulka
|    |         | SWE     | RUS   | CZE   | CAN    | V | R | P | Skóre | B |
| 1. | Švédsko | Švédsko | 5:0   | 3:1   | 7:4    | 3 | 0 | 0 | 15:5  | 6 |
| 2. | Rusko   | 0:5     | Rusko | 4:4   | 6:0    | 1 | 1 | 1 | 10:9  | 3 |
| 3. | Česko   | 1:3     | 4:4   | Česko | 3:1    | 1 | 1 | 1 | 8:8   | 3 |
| 4. | Kanada  | 4:7     | 0:6   | 1:3   | Kanada | 0 | 0 | 3 | 5:16  | 0 |